# 李芳碩
李 芳碩（り ほうせき、イ・バンソク、洪武15年（1382年） - 洪武31年（1398年））は、李氏朝鮮初代国王太祖李成桂の八男。諡号は昭悼。後に宜安大君（ぎあんたいくん、ウィアンテグン）と追号された。李氏朝鮮王朝で初めて世子になった人物である。
しかし、第一次王子の乱で廃位、腹違いの兄に暗殺された為に王位に就くことができなかった。

## 生涯
- 1382年、初代国王太祖李成桂と2番目の夫人神徳王后康氏の次男として誕生した。太祖は神徳王后を寵愛しており、その実子、特に末っ子であるため可愛がられた。また、幼いながらに温和で聡明であったという。
- 1392年に李氏朝鮮が建国。同年9月7日（陰暦8月20日）に王世子に冊立された。これは、神徳王后の意向が影響したことによるものであった。兄が7人いたにもかかわらず彼らを差し置いての形となった。特に建国時に貢献した、異母兄の靖安大君（李成桂の五男。後の太宗）からは憎まれる原因となる。
- 1393年に正室の柳氏が、内侍の李萬と密通していることが発覚する。これにより李萬は処刑。柳氏は廃世子嬪となり、宮中を追い出された。
- 1394年に2番目の正室として、沈氏を迎える。
- 1396年9月15日（陰暦8月13日）に母の神徳王后が死去。最期まで彼の行く末を案じていたという。
- 1398年10月6日（陰暦8月26日）に第一次王子の乱が起きる。自分達、神懿王后韓氏所生である王子達の排除計画があると感じた靖安大君が、兄達と共に決起したものであった。自身の世子冊立に尽力した、鄭道伝と義父の沈孝生が太祖が病の為、見舞うように王子達に伝え、入宮した際に実行された。これにより、世子の座を廃され、殺害された（なお、同母兄の撫安大君と義兄の李済も殺害された）。享年16歳。

なお、この事件により太祖は太宗に深い憎悪の念を抱き、数年にわたり親子関係は悪化状態であったという。

## 死後
- 自身を死においやった太宗により、1406年9月14日（陰暦8月3日）に昭悼君と追号された。また、1680年8月21日（陰暦7月27日）に第19代国王粛宗により宜安大君と追号された。

## 家族
- 父：太祖
- 母：神徳王后康氏
- 兄弟
  - 同母兄：撫安大君（1381年-1398年）
  - 同母姉：慶順公主（生年不詳-1407年）李氏朝鮮の開国功臣の興安君 李済の夫人。
- 妃
  - 正室：廃世子嬪 柳氏（生没年不詳）詳しい記録は残されておらず、廃位後どのような人生を送ったのかは不詳である。
  - 継室：賢嬪 沈氏（?-1448年）李氏朝鮮の開国功臣の富城君 沈孝生の娘。本貫は富有沈氏。1394年10月に世子嬪に冊立。1397年9月に賢嬪と称されるが第一次王子の乱後、廃位される。1403年正月に宮中を出て浄業院で生活するようになる。1417年9月に三韓国大夫人に封じられる。1448年に死去。
- 子
  - 長男：名前不詳（母は賢嬪沈氏。1398年）早世。出生記録のみ残されている。
    - 養孫：錦城大君 李瑜（1426年-1457年）第4代国王世宗（太宗の三男）の嫡六男。祭祀の為に1437年に養孫となった。
    - 養曾孫：春城君 李譡（?-1485年）世宗の庶子（錦城大君の異母弟）密城君李琛の次男。上記の錦城大君の甥。

## 登場作品
テレビドラマ
- 龍の涙（1996年-1998年、演: ヤン・ヒソク）
- 鄭道伝（2014年、演: パク・ジュンモク）
- 六龍が飛ぶ（2015年、演: チョン・ユンソク）
- 私の国（2019年、演: イ・ヒョジェ）
- 太宗イ・バンウォン（2021年-2022年、演: キム・ジソン）